# Gázlómadarak
A gázlómadarak fogalma egy meghatározott ökológiai típusba tartozó madarakat takar. Ebbe különböző, egymással csak részben rokon családba tartozó madár fajok tartoznak, például a gólyafélék, a gémfélék, a darufélék, a flamingófélék. Bár ezek egymástól különböző családok, de összeköti őket, hogy ragadozó életmódot folytatnak, és táplálékukat (általában) vízben gázolva szerzik meg. Vonuló (fehér gólyák) és hazánkban áttelelő (nagy kócsag) madarak egyaránt megtalálhatóak közöttük.

## Élőhelyeik
Jellemző élőhelyeik kisebb vízfolyásokkal, patakokkal átszőtt területek, csendes holtágak, láprétek, nádasok, ártéri erdők, sekély állóvizek, mocsarak.

## Fő táplálékuk
Fő táplálékuk halak, békák, ebihalak, rákok, csigák, hüllők, kétéltűek, rovarok, kisemlősök.

## Életmódjuk
Nyár végén, a vonulás előtti időszakban gyakran a szürke gémek, kis- és nagy kócsagok, gólyák és kanalasgémek társaságban, csoportosan halásznak.
A gyorsaságra és a kivárásra épülhet a vadászati stratégiájuk (fekete gólya, kócsag), mozdulatlanul állnak a vízben, várva az áldozatot, majd lecsapnak a hegyes csőrükkel, vagy az iszapból szűrik ki csőrükkel a táplálékukat (rózsás flamingó, kanalasgém).